# Boliviaans voetbalelftal in 1989
Het Boliviaans voetbalelftal speelde in totaal veertien officiële interlands in het jaar 1989, waaronder vier wedstrijden bij de strijd om de Copa América in Brazilië. La Verde ("De Groenen") kwam niet verder dan twee doelpuntloze gelijke spelen. De ploeg stond onder leiding van bondscoach Jorge Habegger. Verdediger Eligio Martínez (The Strongest) was de enige speler die in alle veertien duels in actie kwam.

## Balans
| Wedstrijden | Wedstrijden | Wedstrijden | Wedstrijden | Doelpunten | Doelpunten | Doelpunten | Punten |
| Gespeeld    | Winst       | Gelijk      | Verlies     | Voor       | Tegen      | Saldo      | Punten |
| ----------- | ----------- | ----------- | ----------- | ---------- | ---------- | ---------- | ------ |
| 14          | 4           | 3           | 7           | 10         | 21         | –11        | 0.786  |

## Interlands
|                                                   |                                                     |       |                                            |                                                                                            |
| 25 mei Vriendschappelijk № 169 «onderlinge duels» | Bolivia                                             | 3 – 2 | Paraguay                                   | Estadio Félix Capriles, Cochabamba Toeschouwers: 30.000 Scheidsrechter: Óscar Ortubé (BOL) |
| 25 mei Vriendschappelijk № 169 «onderlinge duels» | Álvaro Peña 19' Arturo García 38' Arturo García 50' |       | 58' Aristides Rojas 87' Julio César Franco | Estadio Félix Capriles, Cochabamba Toeschouwers: 30.000 Scheidsrechter: Óscar Ortubé (BOL) |

|                                                   |                                                     |       |         | |
| 1 juni Vriendschappelijk № 170 «onderlinge duels» | Paraguay                                            | 2 – 0 | Bolivia | Estadio Defensores del Chaco, Asunción Toeschouwers: 23.000 Scheidsrechter: Gabriel González (PAR) |
| 1 juni Vriendschappelijk № 170 «onderlinge duels» | Buenaventura Ferreira 14' Buenaventura Ferreira 25' |       |         | Estadio Defensores del Chaco, Asunción Toeschouwers: 23.000 Scheidsrechter: Gabriel González (PAR) |

|                                                   |         |       |         |                                                                                                   |
| 8 juni Vriendschappelijk № 171 «onderlinge duels» | Bolivia | 0 – 0 | Uruguay | Estadio Ramón Tahuichi Aguilera, Santa Cruz Toeschouwers: 20.000 Scheidsrechter: Pablo Peña (BOL) |
| 8 juni Vriendschappelijk № 171 «onderlinge duels» |         |       |         | Estadio Ramón Tahuichi Aguilera, Santa Cruz Toeschouwers: 20.000 Scheidsrechter: Pablo Peña (BOL) |

|                                                    |                            |       |         |                                                                                          |
| 14 juni Vriendschappelijk № 172 «onderlinge duels» | Uruguay                    | 1 – 0 | Bolivia | Estadio Centenario, Montevideo Toeschouwers: 20.000 Scheidsrechter: Roberto Otello (URU) |
| 14 juni Vriendschappelijk № 172 «onderlinge duels» | Carlos Aguilera 18' (pen.) |       |         | Estadio Centenario, Montevideo Toeschouwers: 20.000 Scheidsrechter: Roberto Otello (URU) |

|                                                    |         |                      |       | |
| 22 juni Vriendschappelijk № 173 «onderlinge duels» | Bolivia | 0 – 1                | Chili | Estadio Ramón Tahuichi Aguilera, Santa Cruz Toeschouwers: 20.252 Scheidsrechter: Humberto Aliaga (BOL) |
| 22 juni Vriendschappelijk № 173 «onderlinge duels» |         | 17' Juan Covarrubias |       | Estadio Ramón Tahuichi Aguilera, Santa Cruz Toeschouwers: 20.252 Scheidsrechter: Humberto Aliaga (BOL) |

|                                                    |                                              |       |                   |                                                                                           |
| 27 juni Vriendschappelijk № 174 «onderlinge duels» | Chili                                        | 2 – 1 | Bolivia           | Estadio Nacional, Santiago Toeschouwers: 16.092 Scheidsrechter: Salvador Imperatore (CHI) |
| 27 juni Vriendschappelijk № 174 «onderlinge duels» | Juan Covarrubias 1' Jaime Pizarro 40' (pen.) |       | 90' Arturo García | Estadio Nacional, Santiago Toeschouwers: 16.092 Scheidsrechter: Salvador Imperatore (CHI) |

| Copa América |
| ------------ |

|                                                      |                                                            |       |         |                                                                                         |
| 4 juli Copa América Groep B № 175 «onderlinge duels» | Uruguay                                                    | 3 – 0 | Bolivia | Estádio Serra Dourada, Goiânia Toeschouwers: 8.000 Scheidsrechter: Arnaldo Coelho (BRA) |
| 4 juli Copa América Groep B № 175 «onderlinge duels» | Santiago Ostolaza 30' Rubén Sosa 33' Santiago Ostolaza 60' |       |         | Estádio Serra Dourada, Goiânia Toeschouwers: 8.000 Scheidsrechter: Arnaldo Coelho (BRA) |

|                                                      |         |       |         |                                                                                     |
| 6 juli Copa América Groep B № 176 «onderlinge duels» | Ecuador | 0 – 0 | Bolivia | Estádio Serra Dourada, Goiânia Toeschouwers: 3.000 Scheidsrechter: Jesús Díaz (COL) |
| 6 juli Copa América Groep B № 176 «onderlinge duels» |         |       |         | Estádio Serra Dourada, Goiânia Toeschouwers: 3.000 Scheidsrechter: Jesús Díaz (COL) |

|                                                      |                                                                                              |       |         |                                                                                           |
| 8 juli Copa América Groep B № 177 «onderlinge duels» | Chili                                                                                        | 5 – 0 | Bolivia | Estádio Serra Dourada, Goiânia Toeschouwers: 3.000 Scheidsrechter: Nelson Rodríguez (VEN) |
| 8 juli Copa América Groep B № 177 «onderlinge duels» | Juvenal Olmos 9' Jaime Ramírez 10' Fernando Astengo 55' Jaime Pizarro 68' Patricio Reyes 85' |       |         | Estádio Serra Dourada, Goiânia Toeschouwers: 3.000 Scheidsrechter: Nelson Rodríguez (VEN) |

|                                                       |            |       |         |                                                                                           |
| 10 juli Copa América Groep B № 178 «onderlinge duels» | Argentinië | 0 – 0 | Bolivia | Estádio Serra Dourada, Goiânia Toeschouwers: 5.000 Scheidsrechter: Nelson Rodríguez (VEN) |
| 10 juli Copa América Groep B № 178 «onderlinge duels» |            |       |         | Estádio Serra Dourada, Goiânia Toeschouwers: 5.000 Scheidsrechter: Nelson Rodríguez (VEN) |

|  |  |  |  |  |  |  |  |  |

|                                                      |                                                |       |                    |                                                                                               |
| 20 augustus WK-kwalificatie № 179 «onderlinge duels» | Bolivia                                        | 2 – 1 | Peru               | Estadio Hernando Siles, La Paz Toeschouwers: 48.000 Scheidsrechter: Armando Pérez Hoyos (COL) |
| 20 augustus WK-kwalificatie № 179 «onderlinge duels» | José Milton Melgar 44' (pen.) Luis Ramallo 53' |       | 43' José del Solar | Estadio Hernando Siles, La Paz Toeschouwers: 48.000 Scheidsrechter: Armando Pérez Hoyos (COL) |

|                                                      |                                              |       |                |                                                                                        |
| 3 september WK-kwalificatie № 180 «onderlinge duels» | Bolivia                                      | 2 – 1 | Uruguay        | Estadio Hernando Siles, La Paz Toeschouwers: 52.000 Scheidsrechter: José Vergara (VEN) |
| 3 september WK-kwalificatie № 180 «onderlinge duels» | Alfonso Domínguez 38' (e.d.) Álvaro Peña 47' |       | 49' Rubén Sosa | Estadio Hernando Siles, La Paz Toeschouwers: 52.000 Scheidsrechter: José Vergara (VEN) |

|                                                       |                     |       |                                    |                                                                                 |
| 10 september WK-kwalificatie № 181 «onderlinge duels» | Peru                | 1 – 2 | Bolivia                            | Estadio Nacional, Lima Toeschouwers: 10.871 Scheidsrechter: Carlos Maciel (PAR) |
| 10 september WK-kwalificatie № 181 «onderlinge duels» | Andrés González 54' |       | 44' Luis Ramallo 77' Erwin Sánchez | Estadio Nacional, Lima Toeschouwers: 10.871 Scheidsrechter: Carlos Maciel (PAR) |

|                                                       |                                     |       |         |                                                                                         |
| 17 september WK-kwalificatie № 182 «onderlinge duels» | Uruguay                             | 2 – 0 | Bolivia | Estadio Centenario, Montevideo Toeschouwers: 70.000 Scheidsrechter: Gaston Castro (CHI) |
| 17 september WK-kwalificatie № 182 «onderlinge duels» | Rubén Sosa 31' Enzo Francescoli 39' |       |         | Estadio Centenario, Montevideo Toeschouwers: 70.000 Scheidsrechter: Gaston Castro (CHI) |

## Statistieken
| Luis Galarza          | 1950-12-26 | Club Bolívar       | 8  | 0 | 0 | 14 | 0 |
| Marco Antonio Barrero | 1962-01-26 | Club Bolívar       | 4  | 0 | 0 | 8  | 0 |
| Carlos Trucco         | 1957-08-11 | Club Bolívar       | 2  | 0 | 0 | 2  | 0 |
| Verdediging           |            |                    |    |   |   |    |   |
| Eligio Martínez       | 1955-07-21 | The Strongest      | 14 | 0 | 0 | 14 | 0 |
| Ricardo Fontana       | 1950-10-17 | The Strongest      | 13 | 0 | 0 | 13 | 0 |
| Carlos Arias          | 1956-08-26 | Club Bolívar       | 9  | 0 | 0 | 18 | 0 |
| Rómer Roca            | 1966-07-01 | Oriente Petrolero  | 7  | 1 | 0 | 9  | 0 |
| Marciano Saldías      | 1966-04-25 | Oriente Petrolero  | 7  | 0 | 0 | 12 | 0 |
| Eduardo Villegas      | 1964-03-29 | The Strongest      | 7  | 0 | 0 | 15 | 0 |
| Miguel Rimba          | 1967-11-01 | Club Bolívar       | 5  | 0 | 0 | 5  | 0 |
| Marcos Ferrufino      | 1963-04-25 | Club Bolívar       | 3  | 0 | 0 | 3  | 0 |
| Tito Montaño          | 1963-09-11 | The Strongest      | 2  | 0 | 0 | 2  | 0 |
| Roberto Pérez         | 1960-04-17 | Club Blooming      | 2  | 0 | 0 | 13 | 0 |
| Ramiro Vargas         | 1958-10-22 | Club Bolívar       | 2  | 0 | 0 | 21 | 0 |
| Luis Cristaldo        | 1969-08-31 | Oriente Petrolero  | 1  | 0 | 0 | 1  | 0 |
| William Ibáñez        | 1963-06-25 | Jorge Wilstermann  | 1  | 0 | 0 |    |   |
| Middenveld            |            |                    |    |   |   |    |   |
| José Milton Melgar    | 1959-09-20 | Club Bolívar       | 10 | 0 | 1 | 28 | 2 |
| Carlos Borja          | 1956-12-25 | Club Bolívar       | 10 | 0 | 0 |    |   |
| Erwin Sánchez         | 1969-10-19 | Club Bolívar       | 6  | 6 | 1 | 12 | 1 |
| Vladimir Soria        | 1964-07-15 | Club Bolívar       | 5  | 1 | 0 |    |   |
| Francisco Takeo       | 1966-05-13 | Club Destroyers    | 4  | 1 | 0 | 5  | 0 |
| Marco Etcheverry      | 1970-09-26 | Club Destroyers    | 4  | 0 | 0 | 4  | 0 |
| Erwin Romero          | 1957-07-27 | Club Blooming      | 4  | 0 | 0 | 49 | 5 |
| Ramiro Castillo       | 1966-03-27 | Argentinos Juniors | 1  | 1 | 0 | 2  | 0 |
| Aanval                |            |                    |    |   |   |    |   |
| Álvaro Peña           | 1966-02-11 | Club Blooming      | 10 | 2 | 2 | 15 | 2 |
| Arturo García         | 1965-05-14 | Oriente Petrolero  | 6  | 2 | 3 | 8  | 3 |
| Luis Ramallo          | 1963-07-04 | Club Destroyers    | 5  | 0 | 2 | 5  | 2 |
| Roly Paniagua         | 1966-11-14 | Club Blooming      | 2  | 1 | 0 |    |   |
| Fernando Salinas      | 1960-05-18 | Club Bolívar       | 1  | 5 | 0 | 12 | 1 |

FBF · A-internationals · Selecties · Bondscoaches · Statistieken · Boliviaans vrouwenelftal · Olympisch elftal · Bolivia U21 · Bolivia U20 · Bolivia U19 · Bolivia U18 · Bolivia U17
1926–1949 · 
1950–1959 · 
1960–1969 · 
1970–1979 · 
1980–1989 · 
1990–1999 · 
2000–2009 · 
2010–2019 ·
2020−2029
CC 1999
WK 1930 · 
WK 1950 · 
WK 1994
1926 · 
1927 · 
1927 · 1928 · 1929 · 
1930 · 
1931 · 1932 · 1933 · 1934 · 1935 · 1936 · 1937 · 
1938 · 
1939 · 1940 · 1941 · 1942 · 1943 · 1944 · 
1945 · 
1946 · 
1947 · 
1948 · 
1949 · 
1950 · 
1951 · 1952 · 
1953 · 
1954 · 1955 · 1956 · 
1957 · 
1958 · 
1959 · 
1960 · 
1961 · 
1962 · 
1963 · 
1964 · 
1965 · 
1966 · 
1967 · 
1968 · 
1969 · 
1970 · 
1971 · 
1972 · 
1973 · 
1974 · 
1975 · 
1976 · 
1977 · 
1978 · 
1979 · 
1980 · 
1981 · 
1982 · 
1983 · 
1984 · 
1985 · 
1986 · 
1987 · 
1988 · 
1989 · 
1990 · 
1991 · 
1992 · 
1993 · 
1994 · 
1995 · 
1996 · 
1997 · 
1998 · 
1999 · 
2000 · 
2001 · 
2002 · 
2003 · 
2004 · 
2005 · 
2006 · 
2007 · 
2008 · 
2009 · 
2010 ·
2011 · 
2012 · 
2013 · 
2014 · 
2015 · 
2016 ·
2017 ·
2018 ·
2019 ·
2020 ·
2021 ·
2022 ·
2023 ·
2024
Algerije ·
Andorra ·
Argentinië ·
Brazilië ·
Bulgarije · 
Chili ·
Colombia ·
Costa Rica ·
Cuba ·
Curaçao ·
DDR ·
Duitsland ·
Ecuador ·
Egypte ·
El Salvador ·
Finland ·
Frankrijk ·
Griekenland ·
Guatemala ·
Guyana ·
Haïti ·
Honduras ·
Hongarije ·
Ierland ·
IJsland ·
Irak ·
Iran ·
Jamaica ·
Japan ·
Joegoslavië ·
Kameroen ·
Letland ·
Mexico ·
Myanmar ·
Nicaragua ·
Noord-Korea ·
Oezbekistan ·
Panama ·
Paraguay ·
Peru ·
Polen ·
Portugal ·
Roemenië ·
Rusland ·
Saoedi-Arabië ·
Senegal ·
Servië ·
Slowakije ·
Spanje ·
Trinidad en Tobago ·
Tsjecho-Slowakije ·
Uruguay ·
Venezuela ·
Verenigde Arabische Emiraten ·
Verenigde Staten ·
Zuid-Afrika ·
Zuid-Korea ·
Zwitserland